# 艾克埃塞蛇鰻
艾克埃塞蛇鰻，為輻鰭魚綱鰻鱺目糯鰻亞目蛇鰻科的其中一種，分布於中西大西洋海域，棲息深度55-58公尺，棲息於底層海域，屬肉食性，生活習性不明。

## 擴展閱讀
維基物種上的相關：艾克埃塞蛇鰻